# Gražyna Bacewiczová
Gražyna Bacewiczová (5. únor 1909, Łódź – 17. leden 1969, Varšava) byla polská hudební skladatelka a houslistka. Skládala symfonie, houslové a jiné koncerty, komorní skladby, scénickou a filmovou hudbu. Po Marii Szymanowské byla druhou polskou skladatelkou, jež došla uznání ve světě.

## Studium
Vystudovala varšavskou konzervatoř. Skladbu studovala u Kazimierze Sikorského, hru na housle u Józefa Jarzębského, na klavír u Józefa Turczyńského. Roku 1932 absolvovala v oborech skladba a housle. Poté odjela do Paříže, kde dále studovala skladbu pod vedením skladatelky Nadii Boulangerové, hru na housle zdokonalovala pod André Touretem. Při svém dalším pobytu v Paříži ji vedl Carl Flesch.

## Houslistka
Houslové úspěchy přišly rychle, ještě před válkou. Získala 1. cenu na Mezinárodní houslové soutěži Henryka Wienawského, v letech 1936–1938 byla první houslistkou Polského rozhlasového orchestru, koncertovala po Evropě (Francie, Španělsko, Pobaltské státy). Do Polska se vrátila dva měsíce před druhou světovou válkou a celou ji strávila zde, v okupované zemi. Tím byla její kariéra přerušena. Po válce začala znovu koncertovat, mimo jiné i v Československu, ale v polovině 50. let kariéru virtuózky ukončila.

## Skladatelka
Jako skladatelka tvořila nejprve v neoklasickém stylu (zejm. Dechový kvintet). V další fázi své tvorby tvořila též pod vlivem Karola Szymanowského (Houslový koncert č. 3, Klavírní sonáta č. 2, Houslový koncert č. 5, Smyčcový kvartet č. 3, Koncert pro smyčcový orchestr). Po válce, v dobovém trendu, začala rovněž užívat folklórních prvků (Klavírní koncert, Houslový koncert č. 3). Dostala se také pod silný vliv socialistického realismu, ale nikdy se neuchýlila k budovatelským písním. Na konci 50. let byla konfrontována s nástupem nové generace skladatelů a zahraničních vlivů, které začaly do Polska pronikat. Přijala tyto nové výzvy a začala experimentovat s novými postupy, např. dvanáctitónovou řadou, témbrovou hudbou (zejm. Smyčcový kvartet č. 6, Pensieri notturni). V 60. letech vyvinula techniku tzv. „patchworkingu“, založené na širokých citacích, mimo jiné i vlastních děl.
Působila i jako hudební pedagožka. V letech 1934–1935 a 1945–1946 vyučovala harmonii a kontrapunkt na konzervatoři v Lodźi. Od roku 1966 až do smrti učila skladbu na varšavské konzervatoři.

## Ocenění
Získala nejvyšší cenu v Mezinárodní Chopinově soutěži skladatelů ve Varšavě (1949), první cenu v Mezinárodní soutěži skladatelů v Liège (1951), první cenu v orchestrální sekci Mezinárodní soutěže skladatelů UNESCO v Paříži (1960) či zlatou medaili v Mezinárodní hudební soutěži královny Elisabeth v Bruselu (1965).